# Vitalij Chodosovskij
Vitalij Leonardovič Chodosovskij (in russo Виталий Леонардович Ходосовский?; Leningrado, 22 settembre 1933) è un ex schermidore sovietico, vincitore di una medaglia d'argento ai campionati mondiali di scherma.